# クレパウジヴィニシウス
クレパウジ ヴィニシウス（Vinicius Crepaldi、1987年2月11日 - ）は、ブラジル・サンパウロ出身、日本国籍のフットサル選手。ペスカドーラ町田所属。ポジションはアラ/ピヴォ。サンパウロ州選抜の経験がある。2017年12月にブラジルから日本に帰化した。

## 経歴

### ブラジル時代
ブラジル・サンパウロ州サンパウロ出身。名門フヴェントゥに16歳まで在籍し、17歳の時にコリンチャンスからプロデビューした。2010年にはスペインリーグのベニカルロFSに移籍。ブラジルのサン・ジョゼでも短期間プレーした。AABB時代の2009年には日本で神戸フェスタに出場し、シュライカー大阪とデウソン神戸に勝利して優勝している。2009年にシュライカー大阪に加入していたイゴールはブラジル時代からの友人である。

### シュライカー大阪
2011年にFリーグのシュライカー大阪監督に就任したドゥダはすぐにヴィニシウスに声をかけたといい、ヴィニシウスはシュライカー大阪に移籍。シュライカー大阪のゴレイロ、イゴール・マシエル・ピレスとはもともと知り合いだったという。移籍前には東日本大震災が発生していたが、防犯面での安全性などに好印象を持っていたという。2011-12シーズンは27得点で得点ランキング2位（得点王は34得点の森岡薫）となり、最優秀新人選手賞とベスト5を受賞。2012-13シーズンは31得点で得点ランキング3位。2013年9月8日のエスポラーダ北海道戦ではFリーグ通算4500得点の記念ゴールを決めた。2013-14シーズンは30試合26得点で得点ランキング3位。
2014-15シーズン開幕前に木暮賢一郎が監督に就任すると、大阪は明確なピヴォを置かない4-0の形をやるようになり、ヴィニシウスは守備面でも貢献できるようにプレースタイルを変化させた。2014年10月25日のバサジィ大分戦で100試合出場を達成し、2014年12月7日の府中アスレティックFC戦で100得点を達成した。デビューから4シーズン目での達成はFリーグ史上最速である。2014-15シーズンのプレーオフ決勝では名古屋オーシャンズとの2試合で4得点を記録したが、延長戦で敗れて準優勝に終わった。
2015年10月25日、2015-16シーズン第26節の名古屋オーシャンズ戦でシーズン39得点目を決め、森岡薫が持っていたシーズン最多得点記録（38得点）を更新した。この時点でシーズン終了まで7試合を残しており、最終的には2位の森岡に16点差をつける48得点を挙げた。この活躍によって3年ぶり2度目のベスト5に選出され、初めて最優秀選手賞を受賞した。
2017年12月には日本への帰化が発表され、Fリーグ登録名がクレパウジ ヴィニシウスに変更された。2018年にはシュライカー大阪からペスカドーラ町田に移籍した。

## 所属クラブ
- フヴェントゥ(SP)
- コリンチャンス
- サン・カエターノ・フットサル
- サンタ・デ・パルナイーバ
- AABB(SP)
- 2010-????  ベニカルロFS
- サン・ジョゼ
- 2011-2018  シュライカー大阪
- 2018-  ペスカドーラ町田

## タイトル
- 選手権最優秀選手 : 2004
- 選手権得点王 : 2008
- Fリーグ : 2016-17
- Fリーグ 最優秀選手賞 : 2015-16
- Fリーグ 最優秀新人選手賞 : 2012-13
- Fリーグ ベスト5 : 2012-13, 2015-16
- 全日本フットサル選手権大会 : 2012, 2017

## 個人成績
| 国内大会個人成績 | 国内大会個人成績 | 国内大会個人成績 | 国内大会個人成績 | 国内大会個人成績 | 国内大会個人成績 | 国内大会個人成績 | 国内大会個人成績 | 国内大会個人成績 | 国内大会個人成績 | 国内大会個人成績 | 国内大会個人成績 |
| 年度             | クラブ           | 背番号           | リーグ           | リーグ戦         | リーグ戦         | リーグ杯         | リーグ杯         | オープン杯       | オープン杯       | 期間通算         | 期間通算         |
| 年度             | クラブ           | 背番号           | リーグ           | 出場             | 得点             | 出場             | 得点             | 出場             | 得点             | 出場             | 得点             |
| 日本             | 日本             | 日本             | 日本             | リーグ戦         | リーグ戦         | オーシャン杯     | オーシャン杯     | 全日本選手権     | 全日本選手権     | 期間通算         | 期間通算         |
| ---------------- | ---------------- | ---------------- | ---------------- | ---------------- | ---------------- | ---------------- | ---------------- | ---------------- | ---------------- | ---------------- | ---------------- |
| 2011-12          | 大阪             | 10               | Fリーグ          | 26               | 27               |                  |                  |                  |                  |                  |                  |
| 2012-13          | 大阪             | 10               | Fリーグ          | 27               | 31               |                  |                  |                  |                  |                  |                  |
| 2013-14          | 大阪             | 10               | Fリーグ          | 30               | 26               |                  |                  |                  |                  |                  |                  |
| 2014-15          | 大阪             | 10               | Fリーグ          | 32               | 28               |                  |                  |                  |                  |                  |                  |
| 2015-16          | 大阪             | 10               | Fリーグ          | 31               | 48               |                  |                  |                  |                  |                  |                  |
| 通算             | 日本             | 日本             | Fリーグ          | 146              | 160              |                  |                  |                  |                  |                  |                  |
| 通算             | 日本             | 日本             |                  | 146              | 160              |                  |                  |                  |                  |                  |                  |
| 総通算           |                  |                  |                  |                  |                  |                  |                  |                  |                  |                  |                  |